# Haut de vêtement
Les hauts de vêtements couvrent les épaules, le dos et une partie du buste. Ils ne descendent pas plus bas que le milieu des cuisses.
- Haut – A
- B
- C
- D
- E
- F
- G
- H
- I
- J
- K
- L
- M
- N
- O
- P
- Q
- R
- S
- T
- U
- V
- W
- X
- Y
- Z

## A
- Anorak, veste de sport imperméable et chaude avec ou sans capuche
- Aube

## B
- Blazer, veste croisée
- Blouse, vêtement de protection coupé comme une sorte de robe souvent ouverte sur le devant
- Body, sous-vêtement moulant féminin ou tee-shirt avec culotte intégrée
- Boléro, veste courte ou gilet court, s'arrêtant au-dessus de la taille
- Bomber
- Bustier tubulaire, haut sans manches ni bretelles en forme de tube

## C

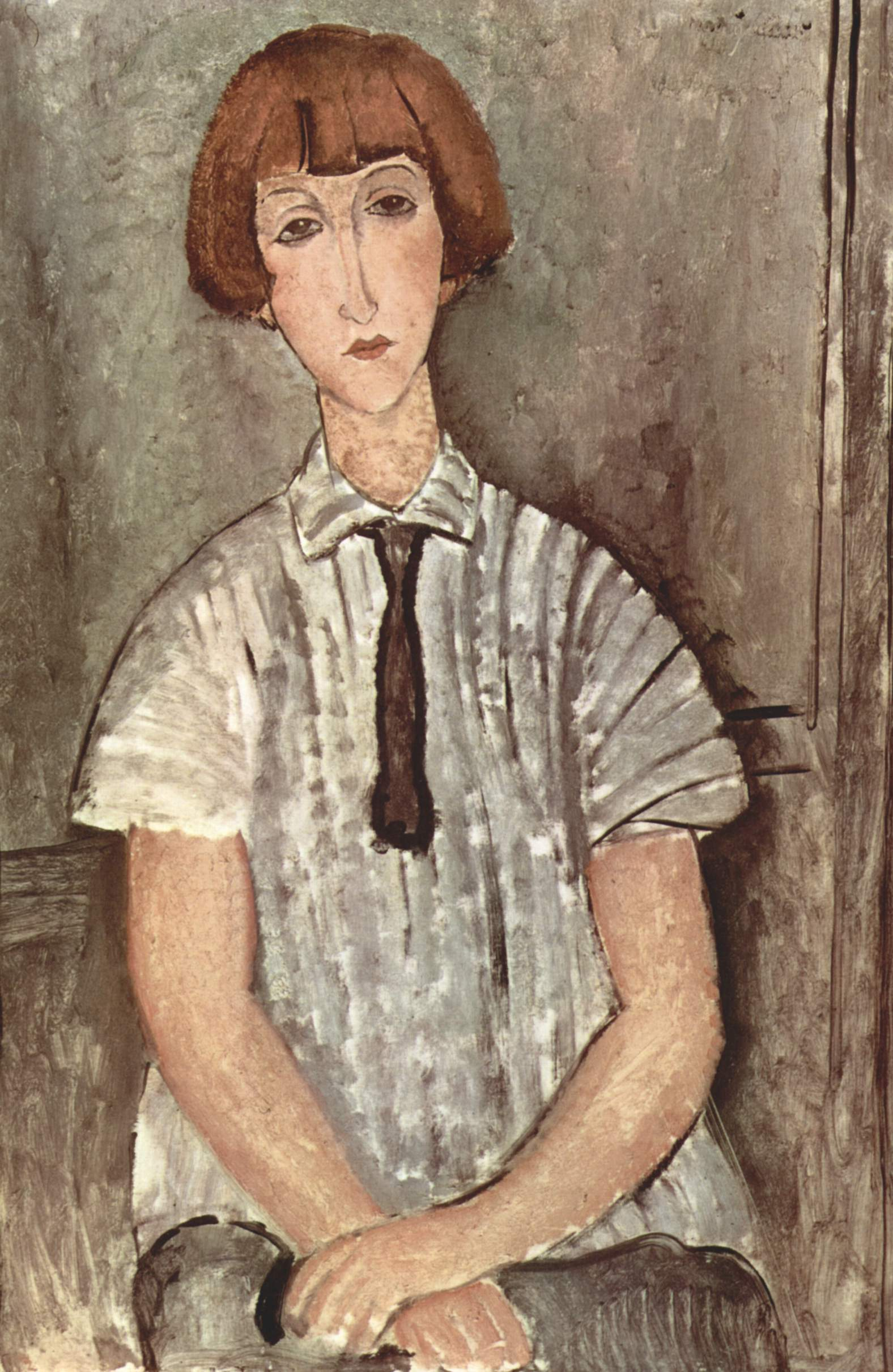
Jeune fille au chemisier rayé, peinture de Modigliani (1917).

- Caban, manteau, chaud et imperméable
- Cache-cœur, sorte de gilet
- Cache-col
- Camisole, sorte de chemise
- Canezou, sorte de corsage court qui se rentre dans la ceinture à la hauteur de laquelle il s'arrête, en vogue dans les années 1830
- Cape grand vêtement sans manches
- Caraco, veste à longues manches collantes et à basques
- Cardigan, sorte de gilet
- Carmagnole, veste courte à gros boutons
- Casaquin, veste ajustée à longues basques
- Chainse, longue chemise de lin à manches longues et poignets serrés portée sous le bliaud à l'époque carolingienne
- Chandail, voir pull-over
- Chemise, vêtement masculin avec un col, des manches longues et un boutonnage sur le devant ; voir aussi chemise habillée
- Chemisette, chemise à manches courtes
- Chemisier, chemise pour femme
- Chlamyde, sorte de tunique antique
- Col roulé, vêtement, avec un haut col ajusté qui se rabat et couvre le cou
- Corsage, voir Chemisier
- Corset, sous-vêtement féminin

## D
- Débardeur, vêtement décolleté sans manches
- Dos nu, vêtement ne possédant qu'une seule bretelle passant derrière le cou
- Doudoune, veste matelassée

## F
- Foulard

## G
- Gilet, vêtement sans manches qui s'arrête à la taille, s'ouvre sur le devant
- Gilet d'homme, coupe cintrée de gilet sans manche

## H
- Haut court (crop top), plus court qu'un haut normal qui laisse voir le nombril

## I
- Imperméable

## J
- Juste, veste portée par les paysannes

## K
- Kimono, veste légère d'inspiration japonaise[1]

## M
- Maillot à manches longues, sous-vêtement à manches longues
- Maillot de bain, vêtement destiné à la pratique de la natation
- Maillot de corps, sous-vêtement
- Maillot de sport, voir tee-shirt ou débardeur
- Marcel, sous-vêtement
- Marinière, voir également vareuse
- Manteau, vêtement de dessus ample et à manches longues

## N
- Nuisette

## P
- Parka, vêtement épais pour se protéger du froid et des intempéries
- Pèlerine, vêtement couvrant les épaules
- Polo, tee-shirt avec un col
- Poncho, manteau formé d'une pièce d'étoffe percée d'un trou pour passer la tête (traditionnel en Amérique du Sud).
- Pull-over ou simplement « pull », vêtement en laine
- Pull à col roulé, voir col roulé

## Q
- Queue-de-pie, veste de cérémonie

## R
- Redingote, veste à pans
- Robe

## S
- Sous-pull ou sous-pull à col roulé, voir col roulé
- Spencer, veste courte croisée très en vogue en France au début du XIXe siècle
- Sweat-shirt, sorte de tee-shirt à manches longues plus ample et plus épais

## T
- Tailleur, voir Corsage
- Tee-shirt, maillot de corps habituellement à manches courtes
- Top, voir Débardeur
- Tricot, pull sans manches
- Tunique, vêtement avec une large encolure et des manches longues
- Trench-coat, manteau long, de tranchée

## V
- Vareuse, courte blouse de grosse toile
- Veste, vêtement qui s'ouvre sur le devant, les manches sont longues et se ferment avec des boutons
- Veston, veste de costume trois-pièces